# Landkreis Dingolfing-Landau
Landkreis Dingolfing-Landau ligger i  midtvest i  Regierungsbezirk Niederbayern i den tyske delstat Bayern.

## Geografi
Landkreis Dingolfing-Landau bliver fra vest mod øst gennemløbet af floden Isar. Nord for Isar ligger  Aitrachdalen og mod syd  Vilsdalen. Alle tre floder er bifloder til  Donau fra højre, men har deres udløb uden for landkreisen. Landskabet er hovedsageligt fladt, med enkelte bakkede områder, og når mod syd op i omkring 500 meters højde.
Der geografiske midtpunkt i landkreisen er mellem landsbyerne Mamming og Bubach.

### Nabolandkreise
Nabolandkreise  er mod nord Landkreis Straubing-Bogen, mod øst Landkreis Deggendorf, mod syd Landkreis Rottal-Inn og mod vest Landkreis Landshut.

## Byer og kommuner
Kreisen havde 96217  indbyggere pr.  2018-12-31

| Byer 1. Dingolfing (19839) 2. Landau a.d.Isar (13390) Købsteder (markt) 1. Eichendorf (6592) 2. Frontenhausen (4674) 3. Pilsting (6564) 4. Reisbach (7730) 5. Simbach (3987) 6. Wallersdorf (7011) | Kommuner 1. Gottfrieding (2223) 2. Loiching (3590) 3. Mamming (3238) 4. Marklkofen (3737) 5. Mengkofen (6114) 6. Moosthenning (4917) 7. Niederviehbach (2611) Verwaltungsgemeinschaften 1. Mamming med kommunerne Gottfrieding og Mamming |